# Сладна
Сладна је насељено мјесто у саставу града Сребреника, Федерација Босне и Херцеговине, БиХ.

## Становништво
| Националност       | 1991.          | 1981.          | 1971.          |
| Муслимани          | 3.271 (99,00%) | 3.337 (98,84%) | 3.017 (98,95%) |
| Срби               | 0              | 9 (0,26%)      | 20 (0,65%)     |
| Хрвати             | 0              | 0              | 1 (0,03%)      |
| Југословени        | 13 (0,39%)     | 21 (0,62%)     | 2 (0,06%)      |
| остали и непознато | 20 (0,60%)     | 9 (0,26%)      | 9 (0,29%)      |
| Укупно             | 3.304          | 3.376          | 3.049          |

## Извор
- Књига: „Национални састав становништва — Резултати за Републику по општинама и насељеним мјестима 1991.", статистички билтен бр. 234, Издање Државног завода за статистику Републике Босне и Херцеговине, Сарајево.
- интернет — извор, „Попис по мјесним заједницама“ — https://web.archive.org/web/20131005002409/http://www.fzs.ba/Podaci/nacion%20po%20mjesnim.pdf